# Bartolomeo Beretta
Bartolomeo Beretta (Gardone Val Trompia, Itália, 1490 — 1565/68) foi um artesão italiano, apelidado de "mestre fabricante de canos de armas", fundador, em 1526, da atual empresa Fabbrica d'Armi Pietro Beretta.